# 緊急計画及び地域の知る権利に関する法律
緊急計画及び地域の知る権利に関する法律（きんきゅうけいかくおよびちいきのしるけんりにかんするほうりつ、Emergency Planning and Community Right-to-Know Act of 1986, EPCRA）は、アメリカ合衆国第99回議会で通過したアメリカ法の一つ。
1986年10月17日、ロナルド・レーガン大統領がスーパーファンド改正・再承認法(SARA)に署名した。この法はスーパーファンド法としてよく知られる包括的環境対処・補償・責任法(CERCLA)を修正するものである。
独立法として、この法律はSARA Title IIIとしても知られ、有害化合物の処理および浄化に関する部分を拡大し、緊急計画及び地域社会知る権利に関する規定をまとめている。